# Day Valley
Day Valley es un lugar designado por el censo ubicado en el condado de Santa Cruz en el estado estadounidense de California. En el año 2000 tenía una población de 3,587 habitantes y una densidad poblacional de 79 personas por km².

## Geografía
Day Valley se encuentra ubicado en las coordenadas 37°0′32″N 121°51′24″O / 37.00889, -121.85667. Según la Oficina del Censo, la ciudad tiene un área total de 49,2 km² (19,0 mi²), de la cual 49,2 km² (19,0 mi²) es tierra y 0 km² (0 mi²) (0%) es agua.

## Demografía
Según la Oficina del Censo en 2000 los ingresos medios por hogar en la localidad eran de $72,438, y los ingresos medios por familia eran $78,310. Los hombres tenían unos ingresos medios de $61,615 frente a los $43,854 para las mujeres. La renta per cápita para la localidad era de $31,694. Alrededor del 5.4% de la población estaban por debajo del umbral de pobreza.